# Kékesoroszfalu
Kékesoroszfalu település Romániában, Máramaros megyében.

## Fekvése
Máramaros megye nyugati részén, Nagybányától délkeletre fekvő település. A település határán átfolyik a Kékes pataka.

## Története
Kékesoroszfalu a Bányai uradalomhoz tartozott, s a középkor óta a kincstár tulajdona volt, s a bányaművelésnél főleg a körülötte elterülő erdőségeinek vette nagy hasznát.
A falu egyik dűlőjéről, melyet Pap-hics néven neveznek az a legenda maradt fenn, hogy ott kolostor állt.
A 20. század elején  a település Szatmár vármegyéhez tartozott.

## Nevezetességek
- Görögkatolikus templom – 1805-ben épült.